# Narnali
Narnàli è una frazione di Prato, situata nella Circoscrizione Ovest del Comune.
Si estende lungo via Pistoiese ed è nata nel Basso Medioevo. Conserva lo "Spedale di Santa Maria", chiesa oggi sconsacrata che funzionava come rifugio per i pellegrini.
Ha subito un forte sviluppo urbanistico nel secondo dopoguerra, in concomitanza con la forte crescita dell'industria tessile cittadina e con l'arrivo in città di molti immigrati dal sud Italia e dalle aree più depresse della Toscana e del Veneto.
È stata sede per decenni dello storico lanificio di proprietà della famiglia di Edoardo Nesi, noto scrittore e giornalista pratese. Vi ha vissuto dall'infanzia fino al successo nel mondo dello spettacolo l'attore e regista comico Francesco Nuti e il protagonista del suo film Il signor Quindicipalle (1998) porta appunto il nome di Francesco Di Narnali.